# Gregory Daniel
Gregory Daniel (Denver, 8 de novembre de 1994) és un ciclista estatunidenc, professional des del 2013 i actualment a l'equip Trek-Segafredo. Del seu palmarès destaca el Campionat nacional en ruta de 2016.

## Palmarès en carretera
- 2012
  -  Campió dels Estats Units júnior en contrarellotge
- 2016
  -  Campió dels Estats Units en ruta
  - 1r al Tour de Beauce i vencedor d'una etapa

## Palmarès en pista
- 2011
  -  Campió dels Estats Units en Persecució per equips